# مایکوباکتریوم میکروتی
مایکوباکتریوم میکروتی (Mycobacterium microti) یا باسیل ول، عامل ایجاد سل در ول‌ها (نوعی موش) است. باکتری، عضوی از کمپلکس مایکوباکتریوم توبرکلوزیس است. به تازگی، عفونت مایکوباکتریوم میکروتی در انسان توصیف شده است.